# Riski Novriansyah
Riski Novriansyah (sinh ngày 23 tháng 11 năm 1989) là một cầu thủ bóng đá người Indonesia hiện tại thi đấu cho PSS Sleman ở Liga 2 ở vị trí tiền đạo

## Sự nghiệp
Vào tháng 12 năm 2014, anh chuyển đến Persita.

## Danh hiệu
Sriwijaya
Vô địch
- Indonesia Super League: 2011–12